# Пироговский шлях
Улица Пироговский шлях (укр. Пирогівський шлях; шлях — путь) — улица в Голосеевском районе г. Киева, местности Китаево, Корчеватое, Пирогов. Пролегает от начала застройки (вблизи цементного завода) до автомагистрали Киев — Днепр.
К улице Пироговский шлях примыкают проспект Науки, улицы Лауреатская, Баррикадная, Академика Заболотного, переулки Пересеченский и Кирпичный. Вдоль части улицы проходит железная дорога.

## История
Улица возникла в 1-й половине XX века, хотя безымянная дорога от Мышеловки в Пирогов по трассе будущей улицы существовала ещё в 1-й половине XIX веке. Первоначально состояла из улиц Ленина и Красноармейской, которые в 1955 году были объединены под названием Краснознамённая. В 1958 году изменено направление её начальной части: часть улицы присоединена к Вито-Литовскому переулку (тогда Чапаевское шоссе), а также добавлен проезд (без официального названия) от Большой Китаевской улице (теперь проспект Науки) до кирпичного завода (в сторону Телички).
Современное название улица носит с 2015 года, от исторической местности Пирогов, которую она соединяет с Мышеловкой и Китаевом.

## Застройка
В начале улицы находится промышленная зона «Корчеватое», где расположены цементный, арматурно-бетонный и керамзитового гравия заводы. В средней части улицы, до перекрестка с улицей Академика Заболотного, находится промышленная зона «Пирогов».
Вблизи перекрестка с проспектом Науки — несколько жилых пяти- и девятиэтажных «хрущевок», которые относятся к поселку Китаево. Остальные жилые дома частные.

## Важные учреждения
- Средняя общеобразовательная школа № 150 (д. № 148)
- Отделение связи № 26 (д. № 148)
- Киевский арматурно-бетонный завод (дом № 28)
- ОАО «Киевцемент» (дом № 26)
- Корчеватский завод керамзитового гравия (дом № 34)
- Киевский пивоваренный завод «Славутич» (дом № 135)
- Киевский завод художественной ковки (дом № 28-А)
- Часовой завод «Час» (дом № 34-Г)

## Памятники
На Пироговском шляхе, 148 (на территории школы № 150) установлен памятник участникам обороны Киева в августе-сентябре 1941 года и воинам села Пирогов, погибшим в боях Великой Отечественной войны 1941—1945 годов.